# Stella (album)
Stella – czwarty album szwajcarskiego zespołu Yello wydany w 1985 roku przez wytwórnię Vertigo (w Niemczech) oraz przez Mercury, Elektra (w USA). Album zawiera przebój Oh Yeah, który zyskał sławę będąc tematem z filmu Wolny dzień Ferrisa Buellera. Album reedytowany był w roku 2005 wszedł w skład sześciopłytowego kompletu Remaster Series, na który składa się sześć pierwszych płyt zespołu (odświeżonych dźwiękowo).

## Lista utworów
1. Desire (3:42)
2. Vicious Games (4:20)
3. Oh Yeah (3:04)
4. Desert Inn (3:30)
5. Stalakdrama (3:05)
6. Koladi-Ola (2:57)
7. Domingo (4:33)
8. Sometimes (Dr. Hirsch) (3:35)
9. Let Me Cry (3:30)
10. Ciel Ouvert (5:26)
11. Angel No (3:07)

- dodatkowo na płycie reedytowanej znalazły się następujące utwory (bonusy):

1. Blue Nabou
2. Oh Yeah (Indian Summer Version)
3. Desire (12" Mix)
4. Vicious Games (12" Mix)